# Sierpiński-Erdőseva domneva egipčanskih ulomkov
Sierpiński-Erdőseva domneva egipčanskih ulomkov je v matematiki domneva, ki za vsako celo število n > 3 predvideva obstoj takšnih pozitivnih celih števil a, b in c, ki rešijo diofantsko enačbo:
{\displaystyle {\frac {5}{n}}={\frac {1}{x}}+{\frac {1}{y}}+{\frac {1}{z}}\;.}
Avtorja domneve sta Wacław Franciszek Sierpiński (1956) in Paul Erdős.